# Karlskoga kyrka
Karlskoga kyrka är en kyrkobyggnad på Kungsvägen vid Karlskoga centrum i Karlstads stift. Den är församlingskyrka i Karlskoga församling och omges av en kyrkogård. Kyrkan är belägen vid E18 och gränsar i väster mot Karlskoga sjukstuga; öster mot Maja Ekelöfs plats och kvarteret Råkan; och norrut av Karlskoga konsthall, där Karlshall tidigare låg samt branterna vid Rävåsen.
Den är en rödmålad träkyrka från början av 1600-talet och har genomgått renoveringar och tillbyggnader vid flera tillfällen. Byggnaden utgör den äldsta bevarade byggnaden i Karlskoga och följs av villa Ekeliden.

## Historia
År 1586 gav hertig Karl bygdens befolkning tillåtelse att bilda en egen församling, och den 1 juli samma år blev Olaus Johannis Gestricius, även "herr Olof", kyrkoherde där han tog upp behovet av en kyrka vid sjön Möckeln. Strax därefter påbörjades bygget av den första träkyrkan i Karlskoga. Invånarna uppmanades att uppföra kyrkan, och den stod färdig i början av 1600-talet.
Behovet av en kyrkobyggnad förklaras delvis av en period av befolkningsökning i närliggande områden, vilket berodde på en blomstrande gruvindustri och skogsfinsk bosättning närområdet.
Den första delen av kyrkobyggnaden som uppfördes utgör nu sakristian. Den saknade bänkar, och församlingsmedlemmarna var tvungna att stå upprätt under gudstjänsterna.

## Kyrkobyggnaden
Omkring sekelskiftet 1600 färdigställdes kyrkan som var en timrad byggnad på sex gånger 12 meter. Den byggdes av liggande stockar, försågs med sadeltak och hade jordgolv. Under åren byggdes kyrkan ut alltmer och fick timrade väggar med rödmålade spån. 1705–1706 byggdes korsarmar till i norr och söder vilket gav kyrkan sitt nuvarande utseende. Under renoveringen var brukspatron Johan Camitz ekonomiskt bidragande. Kyrkan har renoverats vid flera tillfällen, bland annat målades den vit i slutet av 1700-talet, vilket var en vanlig sed då. Numera är den rödmålad igen, och den har plats för cirka 545 besökare. Även skedde en renovering 1858. Kyrkan renoverades under 2015 och tidigt 2016, för att i juni 2016 återinvigas.

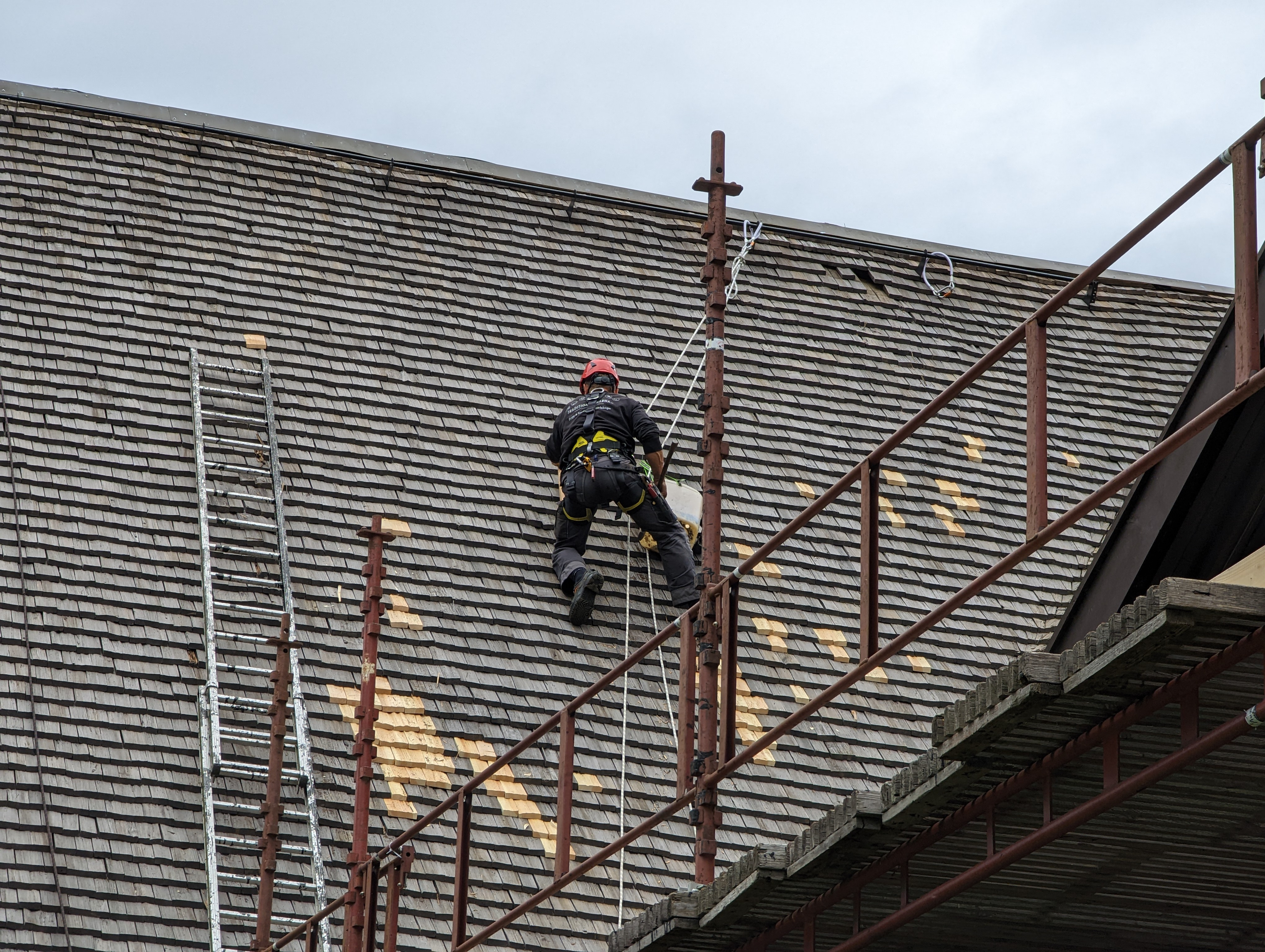
Byte av takpannor på kyrktaket, 2022.

Kyrkans väggspån har olika form. Detta beror på att spånen beställdes från olika gårdar i trakten, och att olika gårdar formade spånen på olika sätt. Den allra första kyrkobyggnaden fungerar idag som sakristia, och på väggarna finns målningar med bibliska motiv som utfördes av hertig Karls slottsmålare i slutet av 1500-talet och som anses ha ett högt konstnärligt värde.

## Inventarier

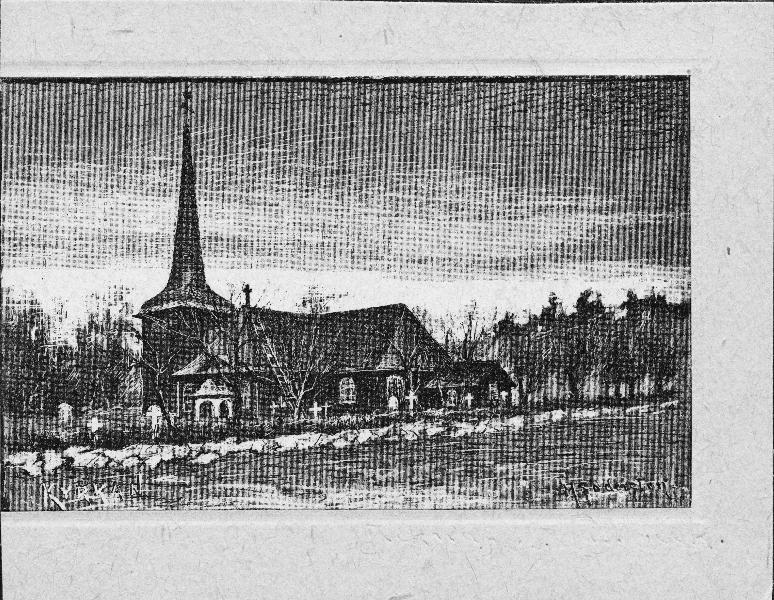
Skiss över kyrkan utförd av Herman Södersten.

Flera brukspatroner i Karlskoga och omkringliggande samhällen har sedan kyrkans uppförande donerat föremål till kyrkan. Bland annat dopfunten som skänktes till kyrkan 1791, en altaruppsats i barockstil från 1686 som skänktes av Johan Ysing. En minnestavla skänktes 1726 av Gerhard Ysing och den nuvarande predikstolen i sengustaviansk stil skänktes 1777 av familjen Camitz till Degernäs. "Stornåda", även Kristina Lovisa von Hofsten, född Geijer, donerade ett golvur.

## Orgel
- År 1858 byggde Åkerman & Setterquist, Strängnäs en orgel med 24 stämmor. Den avsynades och godkändes av musikdirektör Carl Ludvig Lindberg (1811–1895), organist i Strängnäs. Invigning skedde 18 juli 1858.[10]
- År 1916 byggde E A Setterquist & Son, Örebro en orgel med 27 stämmor.
- Den nuvarande orgeln byggdes 1986 av Walter Thür Orgelbyggen AB, Torshälla och är en mekanisk orgel med 32 fria kombinationer.

| Huvudverk I    | Positiv II        | Svällverk III           | Pedal      | Koppel |
| Principal 16'  | Borduna 8'        | Borunda 16'             | Subbas 16' | I/P    |
| Principal 8'   | Gamba 8'          | Principal 8'            | Violon 16' | II/P   |
| Dubbelflöjt 8' | Principal 4'      | Rörflöjt 8'             | Kvinta 12' | III/P  |
| Octava 4'      | Rörflöjt 4'       | Fugara 8'               | Octava 8'  | II/I   |
| Spetsflöjt 4'  | Piccolo 2'        | Voix céleste 8'         | Borduna 8' | III/I  |
| Kvinta 3'      | Larigot 1 1/2'    | Octava 4'               | Octava 4'  | III/II |
| Octava 2'      | Scharf 3 chor     | Flûte octaviante 4'     | Basun 16'  |        |
| Cornett 3 chor | Fagott 16'        | Violin 4'               | Trumpet 8' |        |
| Mixtur 5 chor  | Vox humana 8'     | Nasard 3'               |            |        |
| Trumpet 8'     | Crescendosvällare | Waldflöjt 2'            |            |        |
|                |                   | Ters 1 3/5'             |            |        |
|                |                   | Mixtur 4 chor           |            |        |
|                |                   | Trompette harmonique 8' |            |        |
|                |                   | Oboe 8'                 |            |        |
|                |                   | Tremulant               |            |        |
|                |                   | Crescendosvällare       |            |        |

### Kororgel
- Den nuvarande kororgeln är mekanisk och byggdes 1983 av Grönlunds Orgelbyggeri AB, Gammelstad.

| Huvudverk I   | Öververk II         | Pedal      | Koppel |
| Rörflöjt 8´   | Gedackt 8´          | Subbas 16´ | I/P    |
| Principal 4'  | Rörflöjt 4'         | Pommer 4´  | II/P   |
| Waldflöjt 2'  | Principal 2'        | Fagott 16' | II/I   |
| Mixtur 3 chor | Sesquialtera 2 chor |            |        |
| Dulcian 8'    | Cymbel 2 chor       |            |        |
| Tremulant     | Crescendosvällare   |            |        |